# Championnats du monde de cyclo-cross 2012
Navigation
Édition précédente Édition suivante
Les Championnats du monde de cyclo-cross 2012 sont la 63e édition des championnats du monde de cyclo-cross. Ils se sont déroulés les 28 et 29 janvier 2012 à Coxyde, en Belgique.

## Organisation
Les championnats du monde sont organisés sous l'égide de l'Union cycliste internationale.
| Samedi 28 janvier - 11h00 : Juniors - 15h00 : Moins de 23 ans | Dimanche 29 janvier - 11h00 : Femmes élites - 15h00 : Hommes élites |

## Résultats

### Hommes
| Épreuves        | Or                            | Argent                  | Bronze                           |
| --------------- | ----------------------------- | ----------------------- | -------------------------------- |
| Élites          | Niels Albert Belgique         | Rob Peeters Belgique    | Kevin Pauwels Belgique           |
| Moins de 23 ans | Lars van der Haar Pays-Bas    | Wietse Bosmans Belgique | Michiel van der Heijden Pays-Bas |
| Juniors         | Mathieu van der Poel Pays-Bas | Wout van Aert Belgique  | Quentin Jauregui France          |

### Femmes
| Épreuves | Or                    | Argent                        | Bronze              |
| -------- | --------------------- | ----------------------------- | ------------------- |
| Élites   | Marianne Vos Pays-Bas | Daphny van den Brand Pays-Bas | Sanne Cant Belgique |

## Classements

### Course masculine
| Pos.                               | Cycliste            | Pays      |    | Temps           |
| ---------------------------------- | ------------------- | --------- | -- | --------------- |
| Médaille d'or, Coupe du Monde      | Niels Albert        | Belgique  | en | 1 h 06 min 07 s |
| Médaille d'argent, Coupe du Monde  | Rob Peeters         | Belgique  | +  | 24 s            |
| Médaille de bronze, Coupe du Monde | Kevin Pauwels       | Belgique  |    | 30 s            |
| 4.                                 | Tom Meeusen         | Belgique  |    | 34 s            |
| 5.                                 | Bart Aernouts       | Belgique  |    | 35 s            |
| 6.                                 | Klaas Vantornout    | Belgique  |    | 1 min 09 s      |
| 7.                                 | Sven Nys            | Belgique  |    | 1 min 11 s      |
| 8.                                 | Radomír Šimůnek jr. | Tchéquie  |    | 2 min 15 s      |
| 9.                                 | Philipp Walsleben   | Allemagne |    | 2 min 25 s      |
| 10.                                | Simon Zahner        | Suisse    |    | 2 min 31 s      |

### Course féminine
| Pos.                               | Cycliste              | Pays        |    | Temps       |
| ---------------------------------- | --------------------- | ----------- | -- | ----------- |
| Médaille d'or, Coupe du Monde      | Marianne Vos          | Pays-Bas    | en | 41 min 04 s |
| Médaille d'argent, Coupe du Monde  | Daphny van den Brand  | Pays-Bas    | +  | 37 s        |
| Médaille de bronze, Coupe du Monde | Sanne Cant            | Belgique    |    | 38 s        |
| 4.                                 | Sanne van Paassen     | Pays-Bas    |    | 49 s        |
| 5.                                 | Katherine Compton     | États-Unis  |    | 53 s        |
| 6.                                 | Nikki Harris          | Royaume-Uni |    | 1 min 03 s  |
| 7.                                 | Sophie de Boer        | Pays-Bas    |    | 1 min 05 s  |
| 8.                                 | Kateřina Nash         | Tchéquie    |    | 1 min 11 s  |
| 9.                                 | Jasmin Achermann      | Suisse      |    | 1 min 12 s  |
| 10.                                | Lucie Chainel-Lefèvre | France      |    | 1 min 54 s  |

### Course moins de 23 ans
| Pos.                               | Cycliste                | Pays     |    | Temps       |
| ---------------------------------- | ----------------------- | -------- | -- | ----------- |
| Médaille d'or, Coupe du Monde      | Lars van der Haar       | Pays-Bas | en | 49 min 20 s |
| Médaille d'argent, Coupe du Monde  | Wietse Bosmans          | Belgique | +  | 1 s         |
| Médaille de bronze, Coupe du Monde | Michiel van der Heijden | Pays-Bas |    | 4 s         |
| 4.                                 | Arnaud Jouffroy         | France   |    | 5 s         |
| 5.                                 | Laurens Sweeck          | Belgique |    | 50 s        |
| 6.                                 | Marek Konwa             | Pologne  |    | 56 s        |
| 7.                                 | Mike Teunissen          | Pays-Bas |    | 1 min 03 s  |
| 8.                                 | Arnaud Grand            | Suisse   |    | 1 min 13 s  |
| 9.                                 | David Menut             | France   |    | 1 min 13 s  |
| 10.                                | Gianni Vermeersch       | Belgique |    | 1 min 28 s  |

### Course juniors
| Pos.                               | Cycliste             | Pays      |    | Temps       |
| ---------------------------------- | -------------------- | --------- | -- | ----------- |
| Médaille d'or, Coupe du Monde      | Mathieu van der Poel | Pays-Bas  | en | 43 min 36 s |
| Médaille d'argent, Coupe du Monde  | Wout van Aert        | Belgique  | +  | 8 s         |
| Médaille de bronze, Coupe du Monde | Quentin Jauregui     | France    |    | 21 s        |
| 4.                                 | Quinten Hermans      | Belgique  |    | 21 s        |
| 5.                                 | Daan Soete           | Belgique  |    | 21 s        |
| 6.                                 | Yorben Van Tichelt   | Belgique  |    | 48 s        |
| 7.                                 | Silvio Herklotz      | Allemagne |    | 1 min 00 s  |
| 8.                                 | Daan Hoeyberghs      | Belgique  |    | 1 min 25 s  |
| 9.                                 | Romain Seigle        | France    |    | 1 min 32 s  |
| 10.                                | Victor Koretzky      | France    |    | 2 min 11 s  |

## Tableau des médailles
| Rang | Nation   | Or | Argent | Bronze | Total |
| ---- | -------- | -- | ------ | ------ | ----- |
| 1    | Pays-Bas | 3  | 1      | 1      | 5     |
| 2    | Belgique | 1  | 3      | 2      | 6     |
| 3    | France   | 0  | 0      | 1      | 1     |